# Магомедов, Мухамагази Ражабович
Мухамагази Ражабович Магомедов (15 мая 1989, Дагестанская АССР, РСФСР, СССР) — российский борец вольного стиля, чемпион России.

## Спортивная карьера
На чемпионате России 2013 года завоевал бронзовую медаль. В мае 2016 года одержал победу на чемпионате России. В июне 2016 года на мемориале В. Циолковски занял 2 место. В феврале 2017 года в Иране в составе сборной России принимал участие на Кубке мира, где в команде занял 5 место. В октябре 2018 года стал победителем турнира на призы В. Семёнова в Нефтеюганске.

## Спортивные результаты на крупных турнирах
- Чемпионат России по вольной борьбе 2013 — ;
- Чемпионат России по вольной борьбе 2016 — ;